# Seqenenra Ta'o
Seqenenra Ta'o (anche Seqenenra Ta'a, Seqenenra Djehuty-aa o Tao II) (ca. 1595/1585 a.C. – 1555/4 a.C.) è stato un sovrano egizio della XVII dinastia. Soprannominato il Coraggioso o il Valoroso, regnò sull'Alto Egitto, precisamente sulla regione tebana, alla fine del Secondo periodo intermedio dell'Egitto.
Era probabilmente figlio del re Senekhtenra Ahmose e della Grande sposa reale Tetisheri. La datazione del suo regno è incerta; una cronologia vuole che sia asceso al trono tra il 1560 a.C. e il 1558 a.C. e regnando solo per pochi anni. Con la sua Grande sposa reale (e sorella) Ahhotep I, Seqenenra Ta'o generò due sovrani Kamose (1555/4 a.C. - 1550 a.C.), ultimo faraone della XVII dinastia, e Ahmose I (1551/0 a.C. - 1527 a.C.) che, previa una reggenza da parte della madre, divenne il primo faraone della XVIII dinastia e liberò definitivamente l'Egitto dalla dominazione hyksos.

## Regno
Una tradizione letteraria del Nuovo Regno vuole che re Seqenenra Ta'o avrebbe avuto contatti con il suo omologo del Basso Egitto, il sovrano hyksos Ipepi (o Apopi): secondo un racconto intitolato Disputa tra Apopi e Seqenenra e tratto dal Papiro Sallier I, di cui si è conservato solo l'inizio, re Ipepi mandò un messaggero a Tebe per chiedere a Seqenenra Ta'o di eliminare la piscina degli ippopotami di Tebe i quali, così si lamentava con un ridicolo pretesto, sarebbero stati così rumorosi da impedirgli di dormire, nella lontanissima città di Avaris. Così si apre la narrazione:
(Disputa tra Apopi e Seqenenra, Papiro Sallier I)

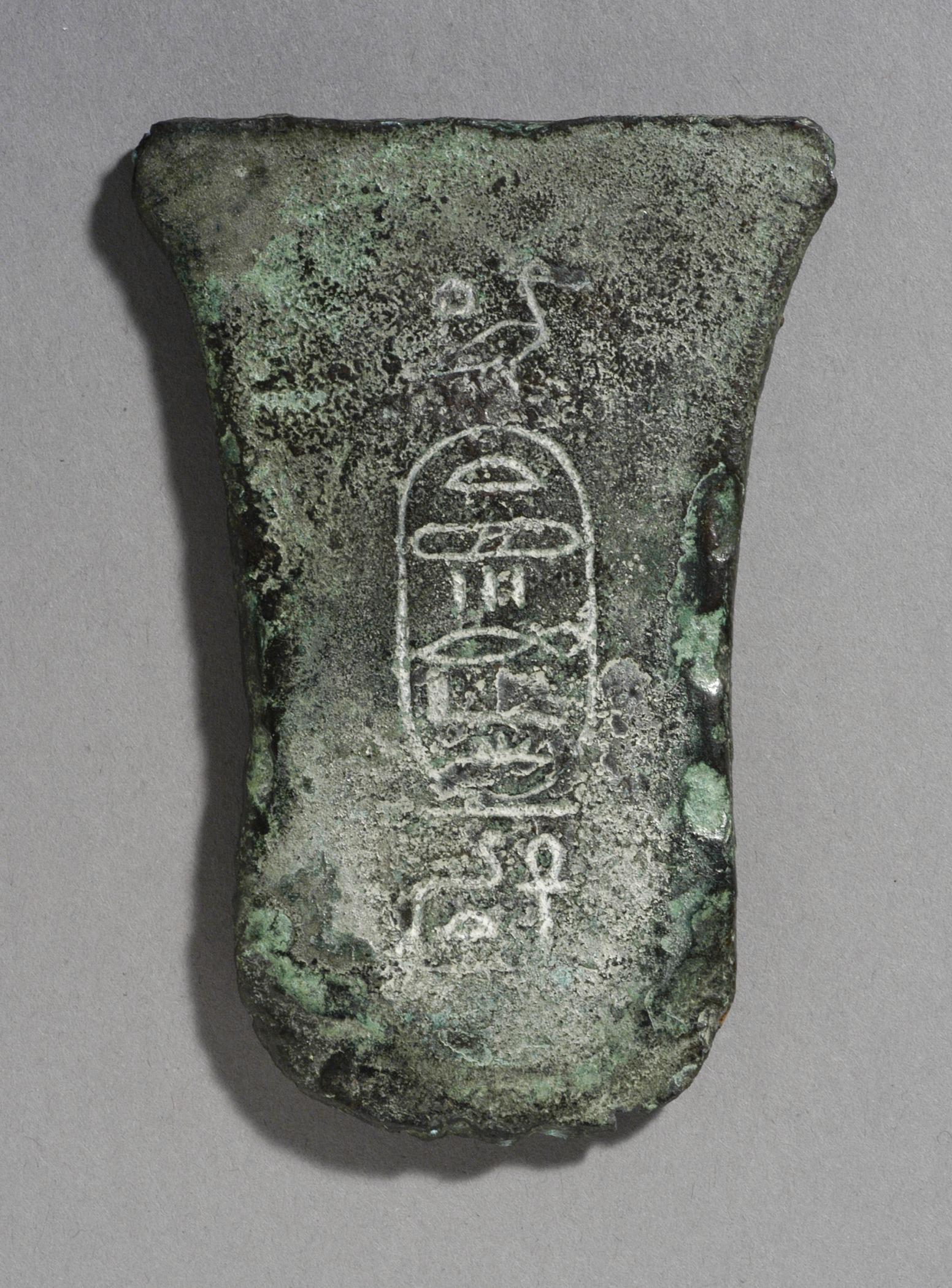
Ascia cerimoniale in bronzo recante il cartiglio di Seqenenra Ta'o. Los Angeles County Museum of Art, Los Angeles.

L'unica informazione storica che è possibile arguire da tale racconto è che l'Egitto era una terra divisa, controllata a nord dagli invasori stranieri hyksos (XV dinastia), cui tutti gli altri governanti locali dovevano pagare un tributo. Sembra che Seqenenra Ta'o sia stato il primo principe egizio ad avere un atteggiamento diplomatico attivo contro gli occupanti asiatici e andando oltre il semplice scambio di insulti: vi è traccia di azioni belliche contro gli hyksos e, a giudicare dalle gravi ferite sulla testa della sua mummia, Seqenenra Ta'o sarebbe caduto durante una di queste.
Uadjkheperra Kamose, suo figlio e successore, ultimo sovrano della XVII dinastia, cioè della stirpe dei principi tebani prima della riunificazione del Paese, raccolse l'eredità di Seqenenra Tao intraprendendo la grande guerra di liberazione del Paese dagli hyksos. Forse anche Kamose morì in battaglia, dopo un breve regno. Si ritiene che sua madre, la regina Ahhotep I, abbia governato come reggente dopo la morte di Kamose, portando avanti la campagna contro gli asiatici finché il figlio minore, Ahmose I, non ebbe l'età adatta per regnare autonomamente e concludere con successo la guerra. Ahmose è considerato il primo faraone della XVIII dinastia e il fondatore del Nuovo Regno, l'epoca di massimo splendore della civiltà egizia.

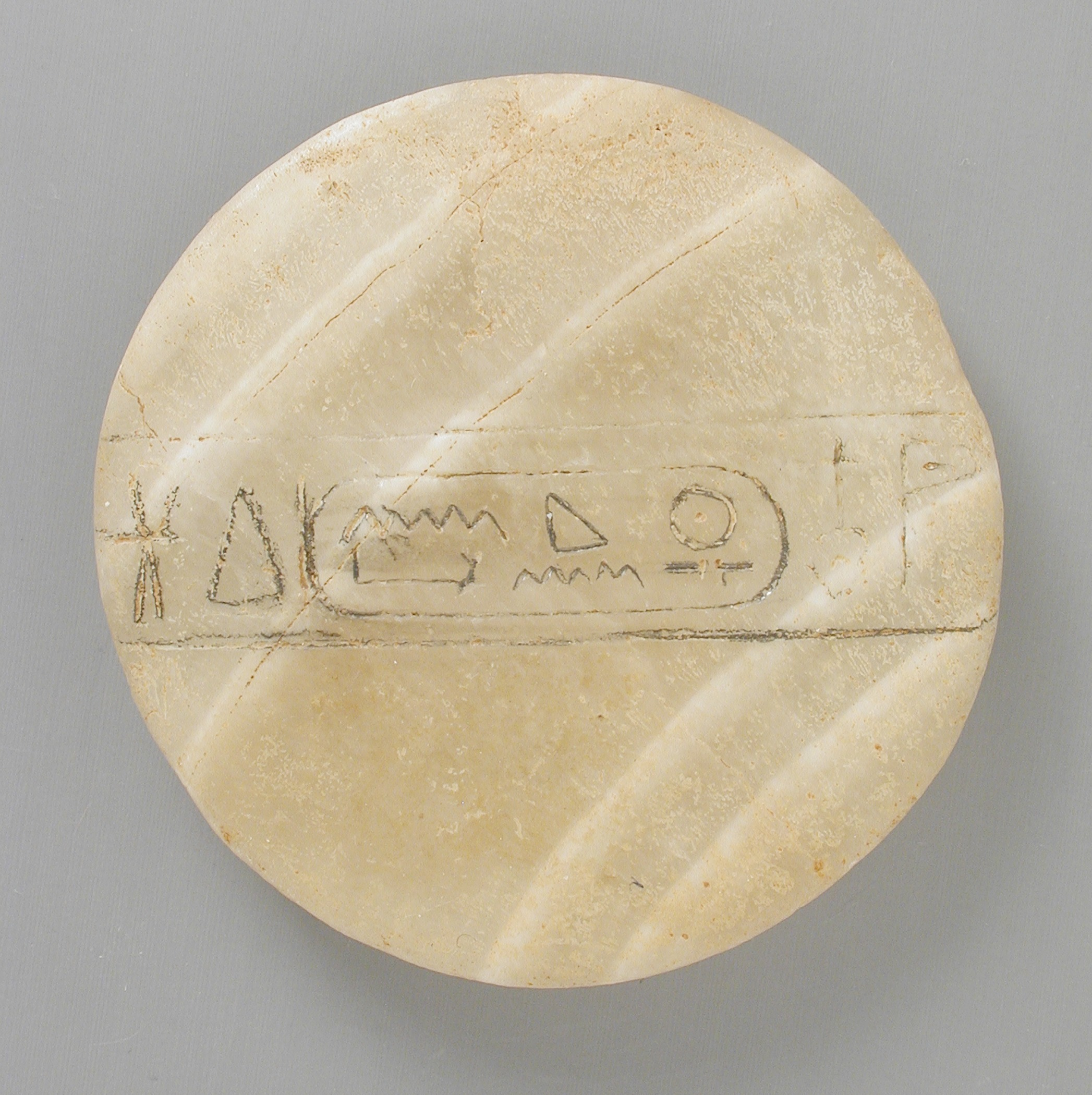
Coperchio di giara, in calcite, con il cartiglio del nome reale (Seqenenra) di Seqenenra Ta'o. Los Angeles County Museum of Art, Los Angeles.

Non vi sono reperti che documentino con precisione l'esito della campagna di Seqenenra. Quasi certamente la sua prima mossa fu quella di stabilire un quartier generale oltre il confine, da dove poter pianificare e sferrare attacchi a Menfi e Hutwaret; la località prescelta fu Deir el-Ballas, sulla riva occidentale del Nilo, posizione altamente strategica. A Deir el-Ballas fece edificare un palazzo fortificato, dove alloggiò la famiglia reale. Quando Kamose riprese le ostilità il confine della zona di influenza dei principi di Tebe si era spostato di circa 200 km verso nord, nei pressi di Cusae rispetto al regno di Antef V, quando questo si trovava presso Abido (forse il punto di massima penetrazione dell'influenza hyksos verso sud). È quindi ipotizzabile che lo spostamento sia stato causato dall'azione militare di Seqenenra Ta'o.

## La morte di Seqenenra Ta'o e la sua mummia

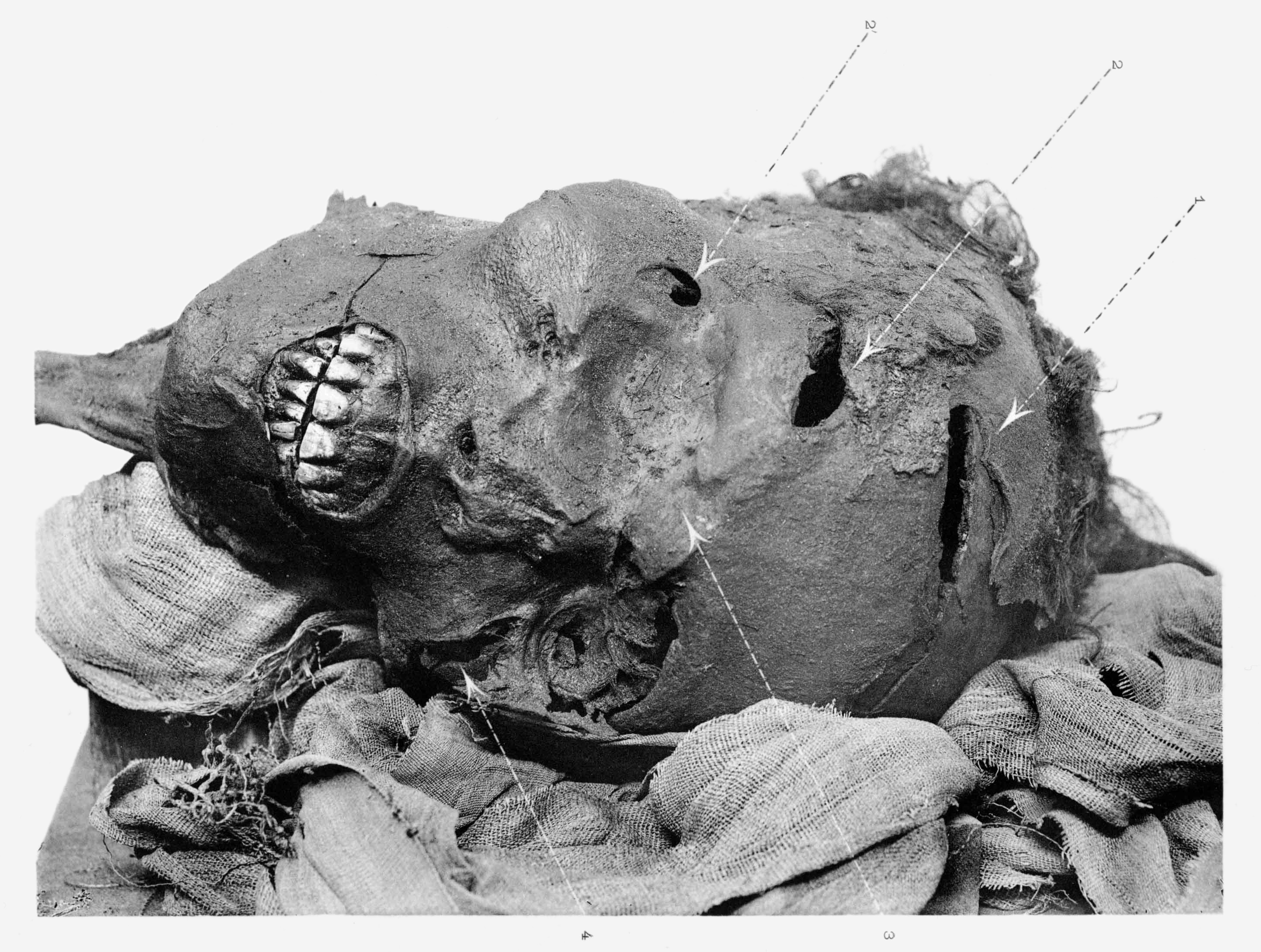
La testa della mummia di Seqenenra Ta'o. Le frecce indicano le ferite (fotografia dell'anatomista G.Elliot Smith, 1912).

Gli impressionanti segni di violenza che deturpano il viso della mummia di Seqenenra Ta'o - che in vita dovette essere alto, muscoloso, e con folti riccioli neri -  hanno sempre destato l'attenzione degli studiosi. Il suo corpo fu rinvenuto nel nascondiglio (DB320) di Deir el-Bahari, nel 1881, e sbendato da Gaston Maspero il 9 giugno 1886, che lasciò una vivida descrizione delle ferite che uccisero il faraone:

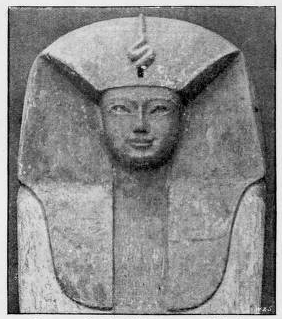
Dettaglio del sarcofago di Seqenenra Ta'o, rinvenuto nel 1881 nel nascondiglio di Deir el-Bahari.

La ferita sulla fronte fu certamente causata da un'ascia di fattura hyksos, mentre quella sul collo gli fu inflitta da un pugnale quando già giaceva al suolo. Non vi sono tracce di ferite sulle mani o sulle braccia, il che suggerisce che il faraone non fu in grado di difendersi. Fino al 2009 si ipotizzava che fosse caduto in battaglia contro gli hiksos oppure che fosse stato assassinato nel proprio letto mentre dormiva. Una ricostruzione della sua morte effettuata dall'egittologo Garry Shaw e da un esperto d'armi portò alla formulazione di una terza ipotesi: che Seqenenra Ta'o abbia subìto un'esecuzione sul campo, per mano dello stesso re hyksos. Garry Shaw analizzò inoltre le argomentazioni delle altre due ipotesi, seguendo indizi d'ordine fisico, contestuale e statistico concludendo che
(Garry Shaw)
La sua mummia presenta le tracce di un'imbalsamazione frettolosa. Esami ai raggi-X effettuati alla fine degli anni '60 hanno dimostrato che il cervello del faraone non fu rimosso e che non fu inserito del lino nel cranio o negli occhi: mancanze molto insolite. Secondo James E. Harris e Kent Weeks, che attuarono un'analisi forense, ai tempi degli esami ai raggi-X, la mummia di Seqenenra Ta'o sarebbe la peggio conservata fra tutte le mummie reali del Museo egizio del Cairo; notarono che
(James E. Harris, Kent Weeks)
Ciò fu probabilmente dovuto alla bassa qualità della mummificazione e al mancato uso del sale natron, con il suo notevole effetto assorbente, lasciando i fluidi corporei all'interno della salma al momento della sepoltura. Secondo un recente documentario trasmesso su History Channel e facente parte della serie "Le Mummie Parlanti", egli sarebbe rimasto paralizzato dal collo in giù a seguito delle ferite riportate in battaglia e sarebbe poi stato ucciso nel suo letto dopo mesi di agonia. Quella di Seqenenra Ta'o è la prima della Sala delle Mummie Reali del Museo egizio del Cairo, recentemente modernizzata (2006).
Il 3 aprile 2021 la sua mummia è stata traslata con la Parata d'oro dei faraoni dal vecchio Museo Egizio al nuovo Museo nazionale della Civiltà egiziana.

## Liste Reali
| N5 | O34 · X7 | n · n |

| N5 | O34 · X7 | n · n |

| N5 | O34 · X7 | n · n |

| N5 | O34 · X7 | n · n |

| N5 | O34 · X7 | n · n |

| N5 | O34 · X7 | n · n |

| N5 | O34 · X7 | n · n |

| N5 | O34 · X7 | n · n |

| lacuna |

| lacuna |

| lacuna |

| lacuna |

| lacuna |

| lacuna |

| lacuna |

| lacuna |

## Titolatura
| G5 |

| G5 |

| N28 | D36 · Aa13 | R19 |

| N28 | D36 · Aa13 | R19 |

| N28 | D36 · Aa13 | R19 |

| N28 | D36 · Aa13 | R19 |

| N28 | D36 · Aa13 | R19 |

| N28 | D36 · Aa13 | R19 |

| N28 | D36 · Aa13 | R19 |

| N28 | D36 · Aa13 | R19 |

| G16 |

| G16 |

|  |

| G8 |

| G8 |

|  |

| M23 · X1 | L2 · X1 |

| M23 · X1 | L2 · X1 |

| N5 | O34 · X7 | n · n |

| N5 | O34 · X7 | n · n |

| N5 | O34 · X7 | n · n |

| N5 | O34 · X7 | n · n |

| N5 | O34 · X7 | n · n |

| N5 | O34 · X7 | n · n |

| N5 | O34 · X7 | n · n |

| N5 | O34 · X7 | n · n |

| G39 | N5 |

| G39 | N5 |

| t · Z8 | O29 · D36 |

| t · Z8 | O29 · D36 |

| t · Z8 | O29 · D36 |

| t · Z8 | O29 · D36 |

| t · Z8 | O29 · D36 |

| t · Z8 | O29 · D36 |

| t · Z8 | O29 · D36 |

| t · Z8 | O29 · D36 |

## Cronologia
| Autore | Anni di regno         |
| ------ | --------------------- |
| Franke | fino al 1545 a.C.     |
| Ryholt | 1558 a.C. - 1554 a.C. |

| predecessore: Senekhtenra Ahmose | Signore del Basso e dell'Alto Egitto | successore: Kamose |

| Dinastie contemporanee | Capitale |
| XV                     | Avaris   |
| XVI                    | varie    |